# Pic du Thabor
Il Pic du Thabor (3.207 m s.l.m.) è una montagna della Catena Chaberton-Tabor-Galibier nelle Alpi Cozie. 

## Caratteristiche

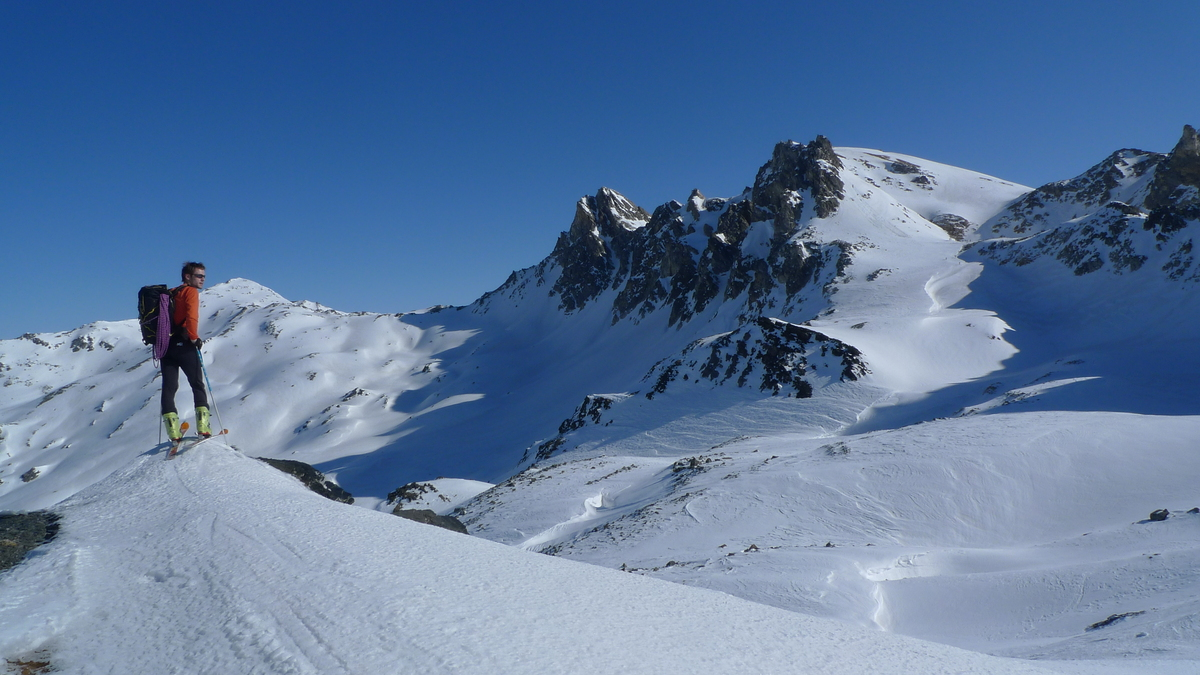
A sinistra il Pic du Thabor ed a destra il Monte Thabor visti dal col de Valmenier.

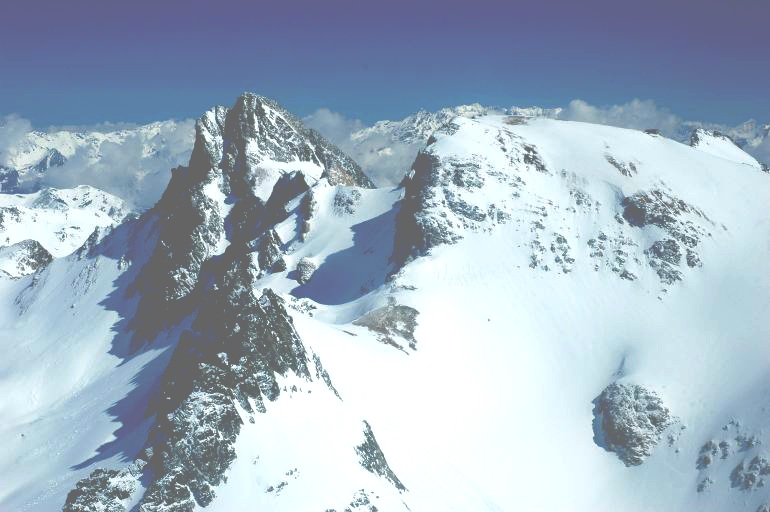
A sinistra il roccioso Pic du Thabor ed a destra il Monte Thabor.

Si trova appena a nord del Monte Thabor. È meno conosciuto di quest'ultimo anche se è più alto. Dal Monte Thabor è separato dal Col du Thabor. Si presenta come una piramide rocciosa.

## Salita alla vetta
Non presenta particolari difficoltà alpinistiche la salita lungo la sua via normale che si svolge lungo la cresta sud. La via della cresta ha alcuni passaggi rocciosi di secondo grado.
Per percorrerla si può partire da Valfréjus, località di Modane, e passando da Le Lavoir. In alternativa si può partire dalla Valle Stretta e si passa il Col du Peyron. In ogni caso arrivati al circolo di sfasciumi rocciosi e di nevai collocato tra il monte Thabor ed il Pic du Thabor si sale al Col du Thabor. Da qui si affronta la cresta sud aiutati da alcuni spit.